# Жадан, Иван Данилович
«Как-то днём я нажала на кнопку и услышала голос — ни на что не похожий тембр и такая пленительная старомодная манера исполнения. Пел Иван Жадан… <…> Как редко можно услышать в пении душу произведения, огромную гамму самых различных человеческих чувств: ожидание, надежду, смирение, любовь, ревность, переполняющую радость, опьяняющую победу. Здесь необходимы не только высокое вокально-техническое мастерство, но и блестящий артистизм, подлинный сценический темперамент, нежнейшая нюансировка. Всё это сразу слышится в пении Ивана Даниловича. Его динамический напор захватывает, а бестелесное пианиссимо, которым он пользуется легко и свободно, словно парит над нами. Красивые, наполненные „верхушки“ не уступают верхним нотам самых современных теноров, фраза глубоко естественна и логична, поражает изумительная дикция, где нет ни одного неосмысленного слова… В его своеобразной подаче арий и романсов есть особая ностальгическая прелесть. Самое прекрасное, что слушатель не остаётся не вовлечённым в его творчество, даже сидя у радиоприёмника, он внутренне поёт и сопереживает вместе с ним. Это счастье, что мы смогли услышать наконец наше национальное достояние, подлинные шедевры в исполнении прекрасного русского певца Ивана Жадана».
Ива́н Дани́лович Жада́н (укр. Іван Жадан; англ. Ivan Jadan; 22 августа (9 сентября) 1902 — 15 февраля 1995) — лирический тенор, солист Большого театра (1928—1941). Заслуженный артист РСФСР (1937), кавалер ордена «Знак Почёта» (1937).

## Биография

### Обретение профессии
Родился в Луганске в семье рабочего патронного завода.
В девять лет был отправлен отцом подмастерьем в деревню Купановка — обучаться ремеслу кузнеца. Там проявилось его музыкальное дарование — в свободное время мальчик пел в церковном хоре, на свадьбах. В 1915 году вернулся в Луганск, работал на патронном заводе — вначале рассыльным, затем приобрёл квалификацию слесаря 4-го разряда. В 1920 году юный слесарь записывается в хоровой кружок клуба им. К. Маркса, участвует в самодеятельных оперных постановках. Там он знакомится со своей будущей женой Ольгой.
Осенью 1923 года рабочий коллектив завода направляет Жадана в Москву, где он поступает в 1-й государственный музыкальный техникум при Консерватории, занимается в классе М. А. Дейши-Сионицкой, позднее берёт уроки у профессора Е. Е. Егорова. В годы послевоенной разрухи приходится зарабатывать на жизнь — поначалу выгрузкой дров с барж на Москве-реке, потом удалось устроиться в мастерские Академии Воздушного флота — молотобойцем, затем инструктором кузнечного дела. Одним из его учеников был будущий авиаконструктор А. С. Яковлев.

### Большой театр
С 1926 года Жадан участвует в музыкальных передачах на радио. В 1927-м поступает в Оперную студию К. С. Станиславского, мэтр отмечает его талант и «безупречную дикцию». Проработав в Оперной студии восемь месяцев, Жадан выдержал сложный конкурс из сорока претендентов на место и 10 июля 1928 года принят в Большой театр. Поначалу выступает в ролях второго плана — Запевала в «Евгении Онегине» П. И. Чайковского и «Русалке» А. С. Даргомыжского, Гонец в «Аиде» Дж. Верди и «Демоне» А. Г. Рубинштейна. Скоро Жадан из «солистов второго положения» становится исполнителем главных партий мировой оперной классики, имея большой успех наряду с И. С. Козловским и С. Я. Лемешевым.
Певец принимает участие в правительственных и шефских концертах, выступает с сольными, много гастролирует. Помимо арий из опер, его концертный репертуар включал русские народные песни и романсы. Аккомпаниатором на концертах выступал ведущий концертмейстер Большого театра М. И. Сахаров (дядя А. Д. Сахарова). В 1935 году за концерт для воинов-пограничников на Дальнем Востоке Жадан награждён почётной грамотой, вручённой лично маршалом В. К. Блюхером. В том же году вместе с В. В. Барсовой, М. П. Максаковой, П. М. Норцовым, А. С. Пироговым участвует в гастрольной поездке в Турцию. Пресса отмечала большой успех выступлений Жадана, первый президент страны М. Ататюрк подарил ему именной золотой портсигар.

«Тенор Жадан был поистине чудом сцены. Нет слов, чтобы со всей яркостью отобразить великолепие этого артиста, вызвавшего восторг всего зала».— Газета «Ени Асыр»
В 1937 году, в дни памяти А. С. Пушкина, в Риге прошёл спектакль «Евгений Онегин» с участием трёх теноров: в первом действии арию Ленского «Я люблю вас…» исполнял Жадан, во втором — «В вашем доме…» — Лемешев, в третьем — «Куда, куда вы удалились…» — Козловский. Зал устроил Жадану несмолкаемую овацию. Выступления артиста имели такой успех, что дирекция театра попросила его продлить гастроли. Советский посол в Латвии отправил в Москву специальный самолёт, доставивший в Ригу костюмы Жадана для спектаклей «Фауст» и «Риголетто». Последовали приглашения в Литву и Эстонию, но в эти «буржуазные» страны певца не выпустили.
Вскоре был арестован организатор гастролей — директор Большого театра В. И. Мутных, смещён с должности советский посол в Латвии. Жадана больше не приглашали на выступления в Кремль, его концертная ставка была снижена, из партий в театре ему были оставлены только Ленский и Синодал. По разным версиям, причины начинающейся опалы — тост за защитников родины, произнесённый Жаданом на банкете на дальневосточных гастролях «вместо обязательного тоста за И. В. Сталина», и слишком большой успех на гастролях в Турции и Латвии. Вступать в компартию певец отказался.
Пришедший в Большой театр в 1940-м П. Г. Лисициан позднее вспоминал:

«Впервые услышав Жадана, я был поражён свободой его пения и удивительной красотой его голоса. До сих пор вспоминаю его Вертера, особенно последнюю верхнюю ноту, закончив которую он как бы пускал лететь дальше в зал, наподобие какого-то шара или ракеты. А арию Ашуга из оперы Спендиарова „Алмаст“ он пел просто божественно. <…> Первой моей ролью в филиале ГАБТа был Онегин и моим первым Ленским был Жадан, тот, кем я так восхищался. Он был превосходным партнёром, чудесным человеком, его очень любили. Его похвала после спектакля была мне наградой».— П. Г. Лисициан. 1997

### Поворот судьбы
Неизвестно, как сложилась бы судьба артиста, если бы не война. Старший сын Владимир ушёл на фронт. Дачный посёлок Большого театра в Манихино, где находился Жадан с семьёй, был оккупирован немцами. Понимая, что за пребывание на оккупированной территории его ждёт лагерь, Жадан с женой, младшим сыном Александром и тринадцатью коллегами-артистами уходит на Запад. В числе бежавших были баритон Большого театра А. А. Волков, актёр В. А. Блюменталь-Тамарин, актёр и директор Театра Вахтангова О. Ф. Глазунов. Не отправившаяся с ними 68-летняя тёща певца была сослана в Красноярский край, старший сын — сначала в Казахстан, потом в Сибирь. Имя Ивана Жадана на полвека оказалось под запретом в СССР.

### Германия
Начались годы скитаний — поначалу Жадан попал в дом для престарелых, сирот и больных в городе Оффенбах-на-Майне. Выступал с концертами, записал несколько пластинок на фирме «Polydor» в Германии и Чехословакии (в том числе с оркестром под управлением Б. М. Ледковского). В ноябре 1944 года участвовал в пражском концерте хора Русской освободительной армии по случаю создания Комитета освобождения народов России. После окончания войны Жаданы жили на положении Ди-Пи, скрываясь от насильственной репатриации, проводящейся по Ялтинскому соглашению, — меняли фамилии, жили в разных местах. Семья артиста распалась. По свидетельству очевидца, Жадан объяснял причины нежелания возвращаться в СССР обстановкой в стране: «Я не пострадал, мне было очень хорошо, я был материально всем обеспечен, но русский народ пострадал. А разве я не принадлежу к народу? Глаза-то у меня были, я видел всё, что творилось».

### США
В 1948 году Жадан переехал в США, но там его карьера не сложилась — американские импресарио не хотели осложнять отношения с Советским Союзом. Он пел на концертах для русских эмигрантских общин, два сольных концерта было в Карнеги-холле и в Таун-Холле. Нью-йоркский журнал «Тайм» писал: 

«Он пел с такой лирической теплотой и так выразительно, что очень напоминал великого Карузо и заслужил аплодисменты, „браво“ и даже слёзы зрительного зала. Стоя, двадцатиминутной овацией провожал его зал».— Журнал «Тайм»
Пригодились навыки молодости — привычка браться за самую разную работу. Жадан работал садовником, сторожем во Флориде. Там он встретился с 23-летней американкой, учительницей Дорис Клабаф, в июне 1951 года они обвенчались в Тампе. В этом городе в 1953—1955 годах артистом сделано большое количество записей. В 1955-м семья обосновалась на острове Сент-Джон, на Виргинских Островах. Жадан работал каменщиком на одной из фирм Рокфеллеров, купил землю, своими руками построил дом.
В конце 1950-х выступал с концертами во Флориде, критика отмечала «величайшую чистоту, совершенное звучание звука и феноменальный талант». При участии жены Жадан выучил молитву «The Lord’s Prayer». Впервые она прозвучала в его исполнении на открытии частной школы в 1955-м, затем на открытии Назаретской лютеранской церкви Св. Иоанна на острове Сент-Джон. 

«Я научила его английским словам, но ведь никто не учил его петь таким замечательным образом, каким он пел её: целомудренно и возвышенно, смиренно и радостно, с нарастающей мощью к великолепному „Amen“»…— Дорис Жадан
Последний концерт Ивана Жадана был на острове Сент-Джон 18 января 1966 года. В зале оказалась американка, слышавшая певца в Москве в 1930-х, её впечатления опубликованы в газете Виргинских Островов:

«Тридцать три года тому назад в Москве я получила огромное удовольствие, слушая оперу Чайковского „Евгений Онегин“ со сцены знаменитого Большого театра. Партию Ленского исполнял молодой лирический тенор с голосом необыкновенного тембра и эмоциональной выразительности. Во вторник вечером 18 января я опять слышала этот голос, принадлежащий Ивану Жадану… Голос Ивана Жадана, в это трудно поверить, был такой же силы, той же эмоциональной выразительности, каким я его запомнила. Нетрудно себе представить, как остальная аудитория отнеслась к этому музыкальному событию. Аплодисменты были настолько громки, что, казалось, там присутствуют пятьсот человек, а не пятьдесят».— Газета «Дейли ньюс»
В конце 1980-х стало возможно общение со старшим сыном, реабилитированным после смерти Сталина. В 1989 году Владимир Иванович смог приехать к отцу в США. «Покинуть Родину его вынудили обстоятельства, которые никто не сможет объяснить… — говорил сын певца в интервью. — Разве он кого-то убивал, кого-то предавал? Нет, мне не в чем упрекнуть своего отца. Я горжусь им». В 1990 году на российском телевидении состоялась передача, посвящённая артисту, — «Когда мы в Россию вернёмся». В 1992-м и 1993 годах Жадан приезжал в Россию, побывал в Москве и Петербурге, посетил Большой театр как зритель.
Скончался 15 февраля 1995 года. На церемонии прощания в церкви св. Иоанна звучала запись спетой им в этом храме молитвы «The Lord’s Prayer».

## Память
Музыкальное наследие Ивана Жадана — записи, сделанные в СССР, Германии и США с 1929-го по 1955 год, — представленo на 28 компакт-дисках.
В 1995 году в доме на острове Сент-Джон, где Жадан прожил последние четыре десятилетия, открылся музей, насчитывающий свыше пяти тысяч экспонатов, — коллекции видеофильмов, исторические документы и фотографии, печатные издания на русском и английском языках. В музее проводятся лекции о творчестве певца, семинары для студентов колледжей и университетов.
Дорис Жадан выпустила две книги о певце, первая переведена на русский язык. После смерти вдовы в 2004-м музей был на время закрыт. Землю в Крус-Бей вдова тенора завещала на благо жителей острова Сент-Джон.

## Оперные партии
- Берендей («Снегурочка» Н. А. Римского-Корсакова)
- Баян («Руслан и Людмила» М. И. Глинки)
- Индийский гость («Садко» Н. А. Римского-Корсакова)
- Овлур («Князь Игорь» А. П. Бородина)
- Князь Синодал («Демон» А. Г. Рубинштейна)
- Ленский («Евгений Онегин» П. И. Чайковского)
- Дубровский («Дубровский» Э. Ф. Направника)
- Юродивый («Борис Годунов» М. П. Мусоргского)
- Гринько («Сорочинская ярмарка» М. П. Мусоргского)
- Шейх-Ашуг («Алмаст» А. А. Спендиарова)
- Граф Альмавива («Севильский цирюльник» Дж. Россини)
- Герцог «Риголетто» Дж. Верди)
- Фауст («Фауст» Ш. Гуно)
- Вертер («Вертер» Ж. Массне)
- Пинкертон («Чио-Чио-сан» Дж. Пуччини)
- Джеральд («Лакме» Л. Делиба)
- Хаджи («Лакме» Л. Делиба)
- Августин Мозер («Нюрнбергские мейстерзингеры» Р. Вагнера)
- Филипетто («Четыре деспота» Э. Вольфа-Феррари)

## Избранная дискография
1. Cease Thy Singing, Maiden Fairest — Rachmaninoff Transfer from Sadko SL-1002 disk, live recording from Florida concerts, 1953 and 1954. Accompanied by Adela Gonzmart.
2. Lilacs — Rachmaninoff. Transfer from Sadko 106 disk, Date Unknown, circa 1935. Accompanied by Matvei Sacharoff, coach of Ivan Jadan and also Andrei Sacharoff’s uncle.
3. Song Of The Young Gypsy from Aleko, Rachmanifoff. Transfer from Lied des Jungen disk, recorded in USSR.
4. Ecstasy — Rachmaninoff Sadko SL-1002 disk, live recording from Florida concerts, 1953 and 1954. Accompanied by Adela Gonzmart.
5. It Cannot Be That She Is Dead — Rachmaninoff. Sadko SL-1002 disk, live recording from Florida concerts, 1953 and 1954. Accompanied by Adela Gonzmart.
6. Lenski’s Aria from Eugen Onegin — Tschaikowsky Sadko SL-1002 disk, live recording from Florida concerts, 1953 and 1954. Accompanied by Adela Gonzmart.
7. If I Could Put My Love In One Word — Tschaikowsky Transfer From Hozohchiut Zabod TPK 787 disk, 1934, recorded in USSR.
8. As We Sat Together — Tschaikowsky Hozohchiut Zabod TPK 787 disk, recorded in Germany.
9. None But The Lonely Heart — Tschaikowsky Sadko SL-1002 disk, live recording from Florida concerts, 1953 and 1954. Accompanied by Adela Gonzmart.
10. How Can You Forget So Soon? — Tschaikowsky Sadko SL-1002 disk, live recording from Florida concerts, 1953 and 1954. Accompanied by Adela Gonzmart.
11. I Remember the Wonderful Moment — Glinka Transfer from Polydor 47762 disk. Recorded in Germany.
12. It Was Not the Wind Blowing That Stirred My Heart — Rimsky-Korsakov Sadko 106 disk, 1935. Accompanied by Matvei Sacharoff. Recorded in USSR.
13. Berendey’s Cavatina — Rimsky-Korsakov from The Snow Maiden. Transfer from artist’s tape of a unreleased 1953 Tampa, Florida studio recording. Accompanied by Hack Swain.
14. Aria from Werther, Massenet recording of Moscow State Orchestra, Moscow, circa 1929.
15. Lord’s Prayer, Malotte Transfer from artist’s tape of an unreleased 1953 Tampa, Florida studio recording. Accompanied by Hack Swain.
16. Ich Leibe Dich, Grieg. Transfer from artist’s tape of Florida concerts, 1953 and 1954.
17. Song from Rafael, Arensky Lied Des Jungen disk.
18. Kolokolchik — Gurilov. Transfer from DB-2174 disk, live recording from Florida concerts. Accompanied by Adela Gonzmart.
19. Yamshik DB-2174 disk, live recording from Florida concerts, 1953 and 1954. Accompanied by Adela Gonzmart.
20. Song of the Volga Boatman, Balakireff. DB-2174 disk, live recording from Florida concerts, 1953 and 1954. Accompanied by Adela Gonzmart.
21. Wehe Wind, Grosse Ukraine Transfer from Polydor 11954 disk, Prague, 1944.
22. Warum Bin Ich Kein Falke (If I Could Only Soar Like a Falcon) Polydor 11954 disk. Accompanied by the Vlasov Army Chorus. Recorded in Prague, 1944.
23. Dol Po Ulitza Polydor 119.54 disk, recorded in Prague, 1944.
24. Choopchik! DB-2174 disk, live recording from Florida concerts, 1953 and 1954. Accompanied by Adela Gonzmart.
25. Aliosha’s Song, Gretchaninoff. Sadko SL-1002 disk, live recording from Florida concerts, 1953 and 1954. Accompanied by Adela Gonzmart.
26. Don’t Imagine I Will Shoot Myself Over You, Gretchaninoff. Sadko 106 disk, 1936. Accompanied by Matvei Sacharoff.
27. Aria from Prisoner of the Caucasus, Cui. Sadko SL-1002 disk, live recording from Florida concerts, 1953 and 1954. Accompanied by Adela Gonzmart. / Ария Пленника (из оперы «Кавказский пленник») (Ц. Кюи — А. Пушкин)
28. Questa Quella from Rigoletto, Verdi unreleased live recording from Florida concerts, 1953 and 1954. Accompanied by Adela Gonzmart.

1. Я помню чудное мгновенье
2. С тобою мне побыть хотелось
3. Не пой, красавица, при мне
4. Не ветер, вея с высоты
5. Не может быть
6. Какое счастье
7. Нет, только тот, кто знал
8. Забыть так скоро
9. Однозвучно гремит колокольчик
10. Эй, ухнем
11. Ямщик, не гони лошадей
12. Чубчик
13. Повій, вітре, на Вкраїну
14. Метелица
15. Эй, ухнем
16. There’s not a swain on the plain
17. The Lament of Ian the Proud
18. The Lament of Ian the Proud.mp3
19. Tell me, oh blue, blue sky
20. Sweet and Low
21. Ich Leibe Dich
22. The Lord’s Prayer
23. Black is the Сolor
24. The Lord’s Prayer

1. Ария Ленского («Куда, куда, куда Вы удалились…»)
2. Ариозо Ленского («Я люблю Вас, Ольга…»)
3. Сцена дуэли (из оперы «Евгений Онегин»)
4. Каватина Берендея (из оперы «Снегурочка»)
5. Песня Индийского гостя (из оперы «Садко»)
6. Ария Владимира Дубровского (из оперы «Дубровский»)
7. Романс молодого цыгана (из оперы «Алеко»)
8. Песня Алёши Поповича («Зацветали в поле цветики…»)
9. Ария Пленника (из оперы «Кавказский пленник»)
10. Песня певца за сценой («Страстью и негою сердце трепещет…»)
11. Ария Вертера (из оперы «Вертер»)
12. Хотел бы в единое слово
13. Мы сидели с тобой
14. Романс молодого цыгана (из оперы «Алеко»)
15. Хотел бы в единое слово
16. Мы сидели с тобой
17. Хотел бы в единое слово
18. Ария Ленского («Куда, куда, куда Вы удалились…»)
19. Каватина Берендея (из оперы «Снегурочка»)
20. Я помню чудное мгновенье
21. С тобою мне побыть хотелось
22. Не пой, красавица, при мне
23. Не ветер, вея с высоты
24. Не может быть
25. Какое счастье
26. Нет, только тот, кто знал
27. Забыть так скоро
28. Однозвучно гремит колокольчик
29. Эй, ухнем
30. Ямщик, не гони лошадей
31. Чубчик
32. Повій, вітре, на Вкраїну
33. Метелица
34. Эй, ухнем
35. There’s Not A Swain On The Plain
36. The Lament Of Ian The Proud
37. Tell Me, Oh Blue, Blue Sky
38. Sweet And Low
39. Ich Leibe Dich
40. The Lord’s Prayer
41. Black Is The Сolor
42. The Lord’s Prayer

1. Я помню чудное мгновенье
2. С тобою мне побыть хотелось
3. Не пой, красавица, при мне
4. Не ветер, вея с высоты
5. Не может быть
6. Какое счастье
7. Нет, только тот, кто знал
8. Забыть так скоро
9. Однозвучно гремит колокольчик
10. Эй, ухнем
11. Ямщик, не гони лошадей
12. Чубчик
13. Повій, вітре, на Вкраїну
14. Метелица
15. Эй, ухнем
16. There’s not a swain on the plain
17. The Lament of Ian the Proud
18. Tell me, oh blue, blue sky
19. Sweet and Low
20. Ich Leibe Dich
21. The Lord’s Prayer
22. Black is the Сolor
23. The Lord’s Prayer

## Награды и звания
- Заслуженный артист РСФСР (2 июня 1937)
- Орден «Знак Почёта» (02.06.1937) — за выдающиеся заслуги в деле развития оперного и балетного искусства

## Комментарии
1. ↑  В разных источниках фигурируют разные даты рождения: 12 сентября (Александров, Е. А., 2005), 22 сентября (Цодоков, Е.),  22 ноября (Глушанок, Г., 2001, с. 251) — без указания ст. и н. стиля и 22 августа (9 сентября) 1902 (Рыбакова, Л., 2011, с. 259). Последний источник, подготовленный Музеем ГАБТ, представляется наиболее авторитетным.
2. ↑  История легла в канву сюжета документального сериала «Большой театр военных действий» (2008)[15].

### На русском языке
- Долгополова, М. Жадан // Смена : журнал. — М., 1935. — № 273.
- Дроздов, В. Иван Жадан // Соц. Донбасс : газета. — Донецк, 1937.
- Интервью с Ив. Жаданом для радиостанции «Свобода» // Новое русское слово : газета. — Нью-Йорк, 1949. — 12 октября.
- Отечественные певцы. 1750—1917: Словарь / А. М. Пружанский. — 2-е изд., испр. и доп. — М., 2008.
- Журин, А. «Отверженный»: Интервью с Ив. Жаданом // Труд : газета. — М., 1994. — 3 августа. — С. 7.
- Сумеркин, А. Иван Жадан, или Русский Робинзон Карузо // Новое русское слово : газета. — Нью-Йорк, 1997. — 28 августа. То же: Русская мысль. — Париж. — 1997. — 18—24 сентября. — С. 14.
- Жадан, Д. Иван Жадан: 24 истории из удивительной жизни бывшего солиста Большого театра в Москве, рассказанные Дорис Жадан племянницам Рэйчел и Анне / пер. с англ., послесл. С. Купинской. — Нью-Йорк: Fort Ross, Inc., 1999. — 176 с.
- Куксин, И. Иван Жадан // Нева : журнал. — СПб., 2004. — № 6.
- Александров, Е. А. Жадан Иван Данилович // Русские в Северной Америке: Биографический словарь / под ред. К. М. Александрова, А. В. Терещука. — Хэмден (Коннектикут, США); Сан-Франциско (США) ; СПб., 2005. — ISBN 5-8465-0388-8.
- Рыбакова, Л. Жадан Иван Данилович // Большой театр. Золотые голоса / Маршкова, Т., Рыбакова, Л. — М.: Алгоритм, 2011. — С. 259—263. — 1021 с. — 3000 экз. — ISBN 978-5-6994-7640-4.

### На украинском языке
- Лисенко, І. М. Словник співаків України / ред. Л. Мокрицька, Т. Качалова. — Київ: Рада : Вид-во М. П. Коць, 1997. — 354 с.
- Кваліашвілі, М. Феноменальний тенор / авт.-упор.  І. Лисенко. — Українські співаки у спогадах сучасників. — Київ, 2003.
- Антонюк, В. Іван Жадан. Забуте ім’я // Kino театр : журнал. — Київ, 2004. — № 6.

### На английском языке
- Jadan, D. The Great Life of Ivan Jadan = [Удивительная жизнь Ивана Жадана]. — New York: Caribbean Booksmiths, 1995. — 115 p. — ISBN 0963106007.
- Jadan, D. Codeword: Freedom = [Пароль: Свобода] / ed. B. Tis. — New York: Mooshka Press; Edition Unstated, 2001. — 79 p. — ISBN 0971393303.